# Coruchéu

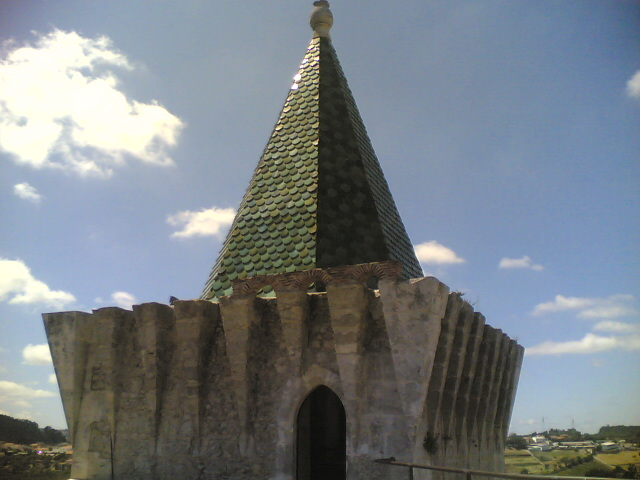
Coruchéu do castelo de Porto de Mós

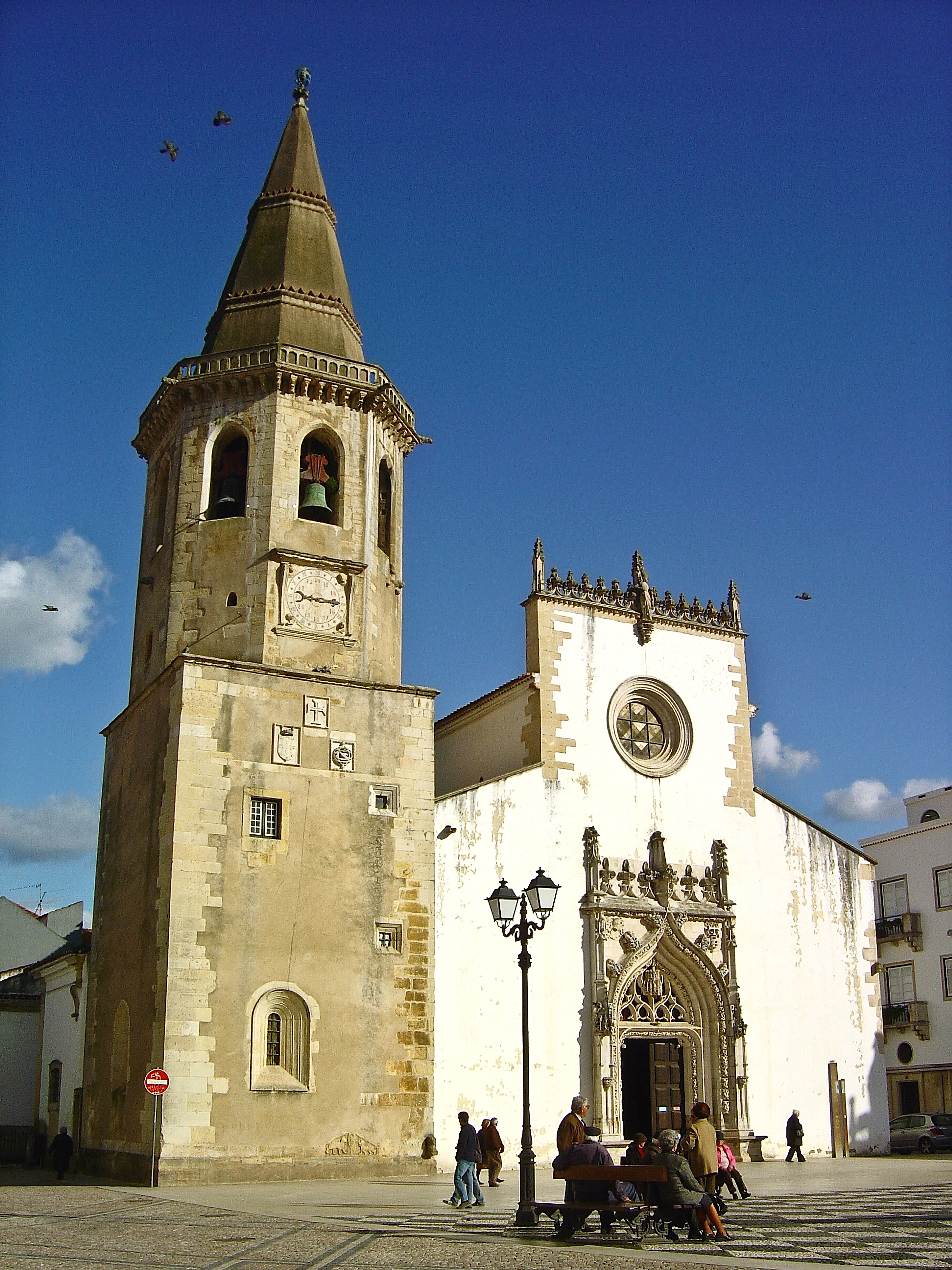
Coruchéu do Igreja de São João Baptista (Tomar)

Coruchéu é o remate piramidal ou cónico de uma torre ou de um campanário.
Este tipo de construção é muito frequente na arquitetura do norte da Europa e da Europa Central. No sul da Europa, porém, em muitas partes da península Ibérica, guarnições de madeira revestidas de ardósia em forma de pirâmide, chamadas de estilo Madri, são bastante comuns e numerosas.

## Simbologia
Simbolicamente, eles têm duas funções:
O de proclamar um poder militar. Uma torre, com suas reminiscências da ponta de lança, dá a impressão de força.
Chegando ao céu. A união do céu e a esperança da torre são uma das razões de sua associação com edifícios religiosos. A torre de uma igreja ou catedral não era apenas um símbolo de piedade, era frequentemente vista como um símbolo de riqueza e prestígio daqueles que encomendaram a construção.

## Formas
A forma pode variar de acordo com os diferentes estilos arquitetônicos, e pode ser piramidal, cônica ou bulbosa e terminar na forma de uma flecha afiada, destacando seu uso no gótico, onde se tornam o culminar visual do templo e símbolo da abordagem a Deus.
O coruchéu pode ser de madeira ou de pedra e ser revestido ou não por telhas, cobre, estanho ou chumbo.